# Amebocito

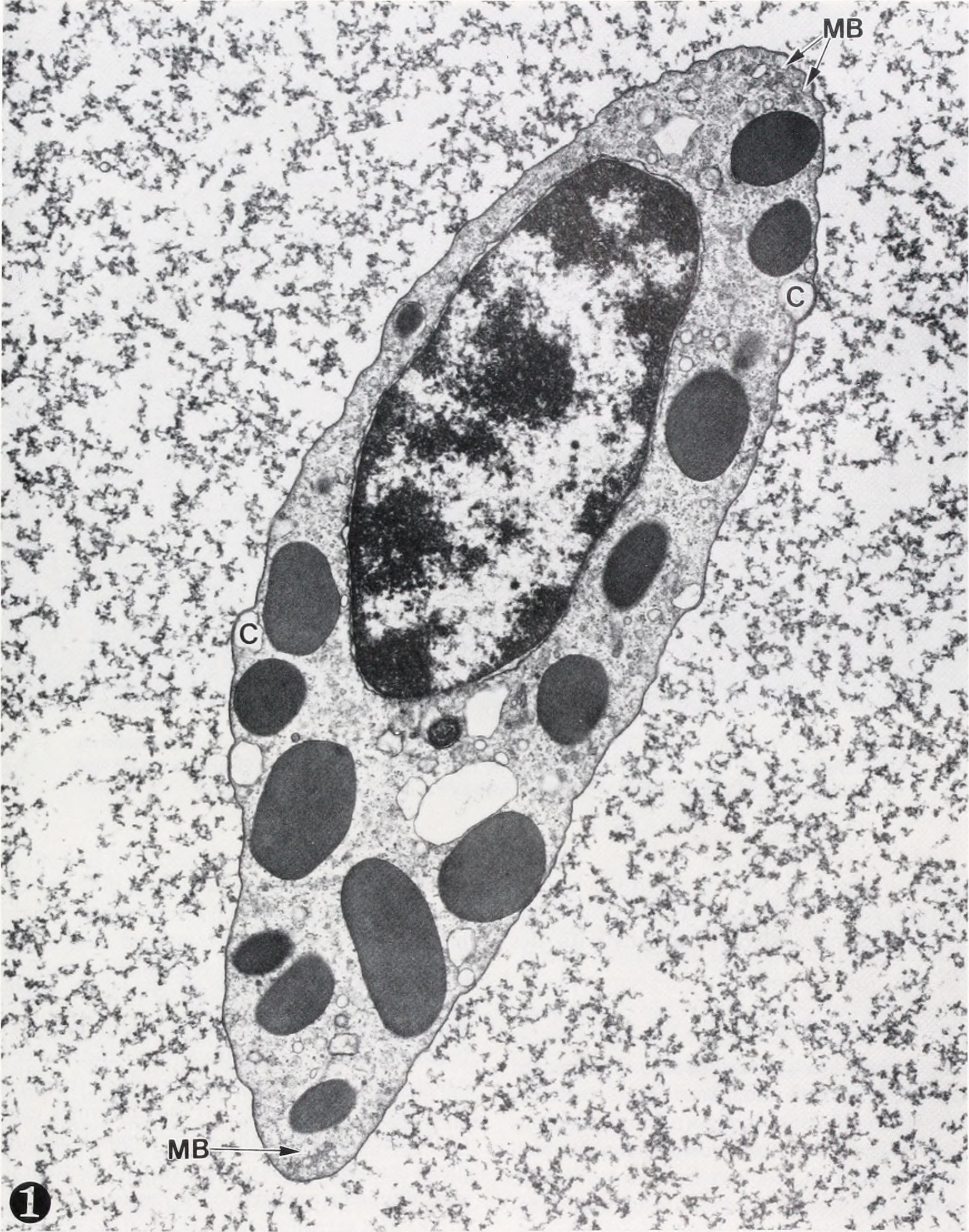
Citoesqueleto del Limulus Amebocyte

Un amebocito (o célula explosiva) es una célula móvil (que se mueve de forma similar a una ameba) dentro del cuerpo de invertebrados como los equinodermos, los anélidos, los moluscos o las esponjas. Se mueven a través de seudópodos. De manera similar a algunos glóbulos blancos de los vertebrados, en muchas especies se encuentran en la sangre o en los fluidos corporales y participan en la defensa del organismo en contra de los entes patógenos. Según la especie, puede digerir y distribuir el alimento, eliminar los desechos, formar fibras esqueléticas, luchar contra las infecciones y modificarse para convertirse en otros tipos celulares.
El  lisado de amebocitos de Limulus, que es un extracto acuoso de amebocitos del cangrejo herradura (Limulus polyphemus), se utiliza con frecuencia en una prueba para detectar las endotoxinas bacterianas.
En las esponjas, los amebocitos o los arqueocitos son células que se encuentran en el mesohilo que pueden transformarse en cualquiera de los tipos celulares más especializados del animal.
En la literatura antigua, el término amebocito se usaba con frecuencia como sinónimo de fagocito.
- Datos: Q2843226
- Multimedia: Amebocytes / Q2843226